# Dasaru
I Dasaru erano un gruppo di mistici induisti mendicanti che erravano in passato in alcune aree dell'India meridionale. Professori del culto di Krishna, scrissero alcune opere chiamate Dasarapagadalu, sotto forma di inni musicali dedicati a Krishna e ad altre divinità induiste. Tra il XV e il XVI secolo visse Purandaradasa, il più conosciuto esponente di questo gruppo mistico. Un altro Dasaru relativamente celebre fu Kanakadasa, autore di svariate opere, spesso con intento moraleggiante e di divulgazione religiosa.